# Qualificazioni al campionato europeo maschile di calcio 1972

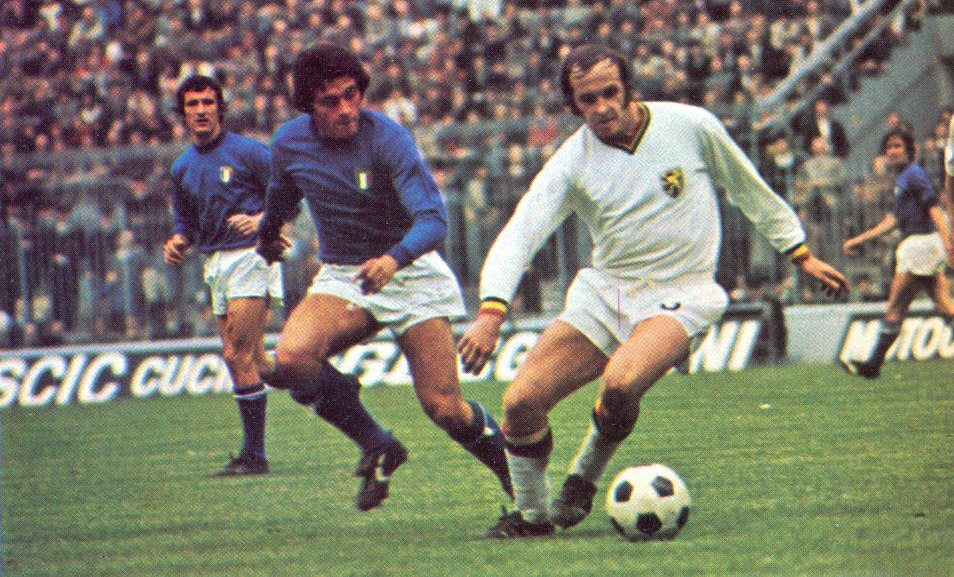
Da sinistra: Franco Causio e Jean Dockx durante Italia – Belgio, andata dei quarti di finale, 29 aprile 1972

Questa voce raccoglie un approfondimento sui risultati degli incontri e sulle classifiche per l'accesso alla fase finale del Campionato europeo di calcio 1972.

## Formula
33 membri UEFA: 4 posti disponibili per la fase finale. Nessuna squadra è qualificata direttamente. Islanda non partecipa alle qualificazioni.
Rimangono 32 squadre per 4 posti disponibili. Le qualificazioni si dividono in due turni: 
- Fase a gruppi: 32 squadre, divise in 8 gruppi (da quattro squadre), giocano partite di andata e ritorno. Le prime classificate di ogni gruppo accedono ai quarti di finale.
- Quarti di finale: 8 squadre, giocano partite di andata e ritorno. Le vincenti si qualificano alla fase finale.

In caso di parità di punti tra due o più squadre di uno stesso gruppo, le posizioni in classifica verranno determinate prendendo in considerazione, nell'ordine, i seguenti criteri:
1. maggiore numero di punti;
2. migliore differenza reti;
3. maggiore numero di reti segnate;
4. sorteggio.

## Sorteggio
Il sorteggio dei gruppi di qualificazione alla fase finale ha avuto il seguente esito:
| Gruppo 1                        | Gruppo 2                  | Gruppo 3              | Gruppo 4                      | Gruppo 5                    | Gruppo 6               | Gruppo 7                             | Gruppo 8                |
| ------------------------------- | ------------------------- | --------------------- | ----------------------------- | --------------------------- | ---------------------- | ------------------------------------ | ----------------------- |
| Romania                         | Ungheria                  | Inghilterra           | Unione Sovietica              | Belgio                      | Italia                 | Jugoslavia                           | Germania Ovest          |
| Cecoslovacchia Galles Finlandia | Bulgaria Francia Norvegia | Svizzera Grecia Malta | Spagna Irlanda del Nord Cipro | Portogallo Scozia Danimarca | Austria Svezia Irlanda | Paesi Bassi Germania Est Lussemburgo | Polonia Turchia Albania |

 Sono segnate in verde le Nazionali qualificate ai quarti di finale, in rosso quelle escluse dalla competizione europea. 

## Fase a gironi

### Gruppo 1
| Pos | Squadra        | Pti | G | V | N | P | GF | GS | DR  |
| --- | -------------- | --- | - | - | - | - | -- | -- | --- |
| 1   | Romania        | 9   | 6 | 4 | 1 | 1 | 11 | 2  | +9  |
| 2   | Cecoslovacchia | 9   | 6 | 4 | 1 | 1 | 11 | 4  | +7  |
| 3   | Galles         | 5   | 6 | 2 | 1 | 3 | 5  | 6  | -1  |
| 4   | Finlandia      | 1   | 6 | 0 | 1 | 5 | 1  | 16 | -15 |

| Squadra        | Romania (bandiera) | Cecoslovacchia (bandiera) | Galles (bandiera) | Finlandia (bandiera) |
| -------------- | ------------------ | ------------------------- | ----------------- | -------------------- |
| Romania        | —                  | 2 - 1                     | 2 - 0             | 3 - 0                |
| Cecoslovacchia | 1 - 0              | —                         | 1 - 0             | 1 - 1                |
| Galles         | 0 - 0              | 1 - 3                     | —                 | 3 - 0                |
| Finlandia      | 0 - 4              | 0 - 4                     | 0 - 1             | —                    |

### Gruppo 2
| Pos | Squadra  | Pti | G | V | N | P | GF | GS | DR  |
| --- | -------- | --- | - | - | - | - | -- | -- | --- |
| 1   | Ungheria | 9   | 6 | 4 | 1 | 1 | 12 | 5  | +7  |
| 2   | Bulgaria | 7   | 6 | 3 | 1 | 2 | 11 | 7  | +4  |
| 3   | Francia  | 7   | 6 | 3 | 1 | 2 | 10 | 8  | +2  |
| 4   | Norvegia | 1   | 6 | 0 | 1 | 5 | 5  | 18 | -13 |

| Squadra  | Ungheria (bandiera) | Bulgaria (bandiera) | Francia (bandiera) | Norvegia (bandiera) |
| -------- | ------------------- | ------------------- | ------------------ | ------------------- |
| Ungheria | —                   | 2 - 0               | 1 - 1              | 4 - 0               |
| Bulgaria | 3 - 0               | —                   | 2 - 1              | 1 - 1               |
| Francia  | 0 - 2               | 2 - 1               | —                  | 3 - 1               |
| Norvegia | 1 - 3               | 1 - 4               | 1 - 3              | —                   |

### Gruppo 3
| Pos | Squadra     | Pti | G | V | N | P | GF | GS | DR  |
| --- | ----------- | --- | - | - | - | - | -- | -- | --- |
| 1   | Inghilterra | 11  | 6 | 5 | 1 | 0 | 15 | 3  | +12 |
| 2   | Svizzera    | 9   | 6 | 4 | 1 | 1 | 12 | 5  | +7  |
| 3   | Grecia      | 3   | 6 | 1 | 1 | 4 | 3  | 8  | -5  |
| 4   | Malta       | 1   | 6 | 0 | 1 | 5 | 2  | 16 | -14 |

| Squadra     | Inghilterra (bandiera) | Svizzera (bandiera) | Grecia (bandiera) | Malta (bandiera) |
| ----------- | ---------------------- | ------------------- | ----------------- | ---------------- |
| Inghilterra | —                      | 1 - 1               | 3 - 0             | 5 - 0            |
| Svizzera    | 2 - 3                  | —                   | 1 - 0             | 5 - 0            |
| Grecia      | 0 - 2                  | 0 - 1               | —                 | 2 - 0            |
| Malta       | 0 - 2                  | 1 - 2               | 1 - 1             | —                |

### Gruppo 4
| Pos | Squadra          | Pti | G | V | N | P | GF | GS | DR  |
| --- | ---------------- | --- | - | - | - | - | -- | -- | --- |
| 1   | Unione Sovietica | 10  | 6 | 4 | 2 | 0 | 13 | 4  | +9  |
| 2   | Spagna           | 8   | 6 | 3 | 2 | 1 | 14 | 3  | +11 |
| 3   | Irlanda del Nord | 6   | 6 | 2 | 2 | 2 | 10 | 6  | +4  |
| 4   | Cipro            | 0   | 6 | 0 | 0 | 6 | 2  | 26 | -24 |

| Squadra          | Unione Sovietica (bandiera) | Spagna (bandiera) | Irlanda del Nord (bandiera) | Cipro (bandiera) |
| ---------------- | --------------------------- | ----------------- | --------------------------- | ---------------- |
| Unione Sovietica | —                           | 2 - 1             | 1 - 0                       | 6 - 1            |
| Spagna           | 0 - 0                       | —                 | 3 - 0                       | 7 - 0            |
| Irlanda del Nord | 1 - 1                       | 1 - 1             | —                           | 5 - 0            |
| Cipro            | 1 - 3                       | 0 - 2             | 0 - 3                       | —                |

### Gruppo 5
| Pos | Squadra    | Pti | G | V | N | P | GF | GS | DR |
| --- | ---------- | --- | - | - | - | - | -- | -- | -- |
| 1   | Belgio     | 9   | 6 | 4 | 1 | 1 | 11 | 3  | +8 |
| 2   | Portogallo | 7   | 6 | 3 | 1 | 2 | 10 | 6  | +4 |
| 3   | Scozia     | 6   | 6 | 3 | 0 | 3 | 4  | 7  | -3 |
| 4   | Danimarca  | 2   | 6 | 1 | 0 | 5 | 2  | 11 | -9 |

| Squadra    | Belgio (bandiera) | Portogallo (bandiera) | Scozia (bandiera) | Danimarca (bandiera) |
| ---------- | ----------------- | --------------------- | ----------------- | -------------------- |
| Belgio     | —                 | 3 - 0                 | 3 - 0             | 2 - 0                |
| Portogallo | 1 - 1             | —                     | 2 - 0             | 5 - 0                |
| Scozia     | 1 - 0             | 2 - 1                 | —                 | 1 - 0                |
| Danimarca  | 1 - 2             | 0 - 1                 | 1 - 0             | —                    |

### Gruppo 6
| Pos | Squadra | Pti | G | V | N | P | GF | GS | DR  |
| --- | ------- | --- | - | - | - | - | -- | -- | --- |
| 1   | Italia  | 10  | 6 | 4 | 2 | 0 | 12 | 4  | +8  |
| 2   | Austria | 7   | 6 | 3 | 1 | 2 | 14 | 6  | +8  |
| 3   | Svezia  | 6   | 6 | 2 | 2 | 2 | 3  | 5  | -2  |
| 4   | Irlanda | 1   | 6 | 0 | 1 | 5 | 3  | 17 | -14 |

| Squadra | Italia (bandiera) | Austria (bandiera) | Svezia (bandiera) | Irlanda (bandiera) |
| ------- | ----------------- | ------------------ | ----------------- | ------------------ |
| Italia  | —                 | 2 - 2              | 3 - 0             | 3 - 0              |
| Austria | 1 - 2             | —                  | 1 - 0             | 6 - 0              |
| Svezia  | 0 - 0             | 1 - 0              | —                 | 1 - 0              |
| Irlanda | 1 - 2             | 1 - 4              | 1 - 1             | —                  |

### Gruppo 7
| Pos | Squadra      | Pti | G | V | N | P | GF | GS | DR  |
| --- | ------------ | --- | - | - | - | - | -- | -- | --- |
| 1   | Jugoslavia   | 9   | 6 | 3 | 3 | 0 | 7  | 2  | +5  |
| 2   | Paesi Bassi  | 7   | 6 | 3 | 1 | 2 | 18 | 6  | +12 |
| 3   | Germania Est | 7   | 6 | 3 | 1 | 2 | 11 | 6  | +5  |
| 4   | Lussemburgo  | 1   | 6 | 0 | 1 | 5 | 1  | 23 | -22 |

| Squadra      | Jugoslavia (bandiera) | Paesi Bassi (bandiera) | Germania Est (bandiera) | Lussemburgo (bandiera) |
| ------------ | --------------------- | ---------------------- | ----------------------- | ---------------------- |
| Jugoslavia   | —                     | 2 - 0                  | 0 - 0                   | 0 - 0                  |
| Paesi Bassi  | 1 - 1                 | —                      | 3 - 2                   | 6 - 0                  |
| Germania Est | 1 - 2                 | 1 - 0                  | —                       | 2 - 1                  |
| Lussemburgo  | 0 - 2                 | 0 - 8                  | 0 - 5                   | —                      |

### Gruppo 8
| Pos | Squadra        | Pti | G | V | N | P | GF | GS | DR |
| --- | -------------- | --- | - | - | - | - | -- | -- | -- |
| 1   | Germania Ovest | 10  | 6 | 4 | 2 | 0 | 10 | 2  | +8 |
| 2   | Polonia        | 6   | 6 | 2 | 2 | 2 | 10 | 6  | +4 |
| 3   | Turchia        | 5   | 6 | 2 | 1 | 3 | 5  | 13 | -8 |
| 4   | Albania        | 3   | 6 | 1 | 1 | 4 | 5  | 9  | -4 |

| Squadra        | Germania Ovest (bandiera) | Polonia (bandiera) | Turchia (bandiera) | Albania (bandiera) |
| -------------- | ------------------------- | ------------------ | ------------------ | ------------------ |
| Germania Ovest | —                         | 0 - 0              | 1 - 1              | 2 - 0              |
| Polonia        | 1 - 3                     | —                  | 5 - 1              | 3 - 0              |
| Turchia        | 0 - 3                     | 1 - 0              | —                  | 2 - 1              |
| Albania        | 0 - 1                     | 1 - 1              | 3 - 0              | —                  |

## Quarti di finale
| Squadra 1   | Totale | Squadra 2        | Andata | Ritorno |       |
| ----------- | ------ | ---------------- | ------ | ------- | ----- |
| Italia      | 1 - 2  | Belgio           | 0 - 0  | 1 - 2   |       |
| Ungheria    | 5 - 4  | Romania          | 1 - 1  | 2 - 2   | 2 - 1 |
| Inghilterra | 1 - 3  | Germania Ovest   | 1 - 3  | 0 - 0   |       |
| Jugoslavia  | 0 - 3  | Unione Sovietica | 0 - 0  | 0 - 3   |       |

## Statistiche

### Classifica marcatori
7 reti
- Gerd Müller

5 reti
- Hans-Jürgen Kreische
- Martin Chivers
- Johan Cruyff
- Piet Keizer

4 reti
- Thomas Parits
- Johan Devrindt
- Ján Čapkovič
- George Best

- Włodzimierz Lubański
- Pirri
- Ferenc Bene
- Viktor Kolotov

3 reti
- Kurt Jara
- Raoul Lambert
- Paul Van Himst
- Hristo Bonev
- Eberhard Vogel
- Geoff Hurst

- Francis Lee
- Jimmy Nicholson
- Roberto Boninsegna
- Giancarlo De Sisti
- Pierino Prati
- Luigi Riva

- Dragan Džajić
- Robert Gadocha
- John O'Hare
- Fritz Künzli
- Lajos Kocsis
- Gennadij Evrjužichin

2 reti
- Ilir Përnaska
- Petar Zhekov
- František Karkó
- Bernard Blanchet
- Georges Lech
- Charly Loubet
- John Toshack
- Jürgen Grabowski
- Günter Netzer

- Derek Dougan
- Josip Bukal
- Odd Iversen
- Barry Hulshoff
- Rinus Israël
- Vítor Baptista
- Eusébio
- Rui Rodrigues

- Emerich Dembrovschi
- Nicolae Dobrin
- Florea Dumitrache
- Mircea Lucescu
- Nicolae Lupescu
- Alexandru Neagu
- Quino
- Carles Rexach
- José Francisco Rojo

- Kurt Müller
- Karl Odermatt
- René-Pierre Quentin
- Cemil Turan
- István Szőke
- Anatoliy Banishevskiy
- Vladimir Fedotov
- Vitalij Ševčenko

1 rete
- Panajot Pano
- Medin Zhega
- Astrit Ziu
- Karl Kodat
- Hans Pirkner
- Robert Sara
- Hans Schmidradner
- August Starek
- Josef Stering
- André De Nul
- Wilfried Van Moer
- Tsvetan Atanasov
- Bozhil Kolev
- Atanas Mihaylov
- Petko Petkov
- Mladen Vasilev
- Stefan Velichkov
- Milan Albrecht
- Ladislav Kuna
- Jaroslav Pollák
- Vladimír Táborský
- František Veselý
- Nikos Charalampous
- Stefanis Michael

- Kresten Bjerre
- Finn Laudrup
- Matti Paatelainen
- Louis Floch
- Michel Mézy
- Hervé Revelli
- Jacques Vergnes
- Ron Davies
- Alan Durban
- Gil Reece
- Peter Ducke
- Henning Frenzel
- Wolfram Löwe
- Uli Hoeneß
- Horst Köppel
- Kostas Aidiniou
- Kostas Davourlis
- Michalīs Krītikopoulos
- Allan Clarke
- Chris Lawler
- Martin Peters
- Mike Summerbee
- Tommy Carroll
- Jimmy Conway

- Eamonn Rogers
- Sammy Morgan
- Sandro Mazzola
- Zoran Filipović
- Jurica Jerković
- Gilbert Dussier
- Eddie Theobald
- Willie Vassallo
- Ola Dybwad-Olsen
- Tor Fuglset
- Olav Nilsen
- Oeki Hoekema
- Willi Lippens
- Theo Pahlplatz
- Wim Suurbier
- Jan Banaś
- Bronisław Bula
- Zygfryd Szołtysik
- Jacinto João
- Fernando Peres
- Anghel Iordănescu
- Radu Nunweiller
- Lajos Sătmăreanu

- Archie Gemmill
- Francisco Aguilar
- Luis Aragonés
- Enrique Lora
- José Luis Violeta
- Dan Brzokoupil
- Jan Olsson
- Tom Turesson
- Rolf Blättler
- Roland Citherlet
- Daniel Jeandupeux
- Metin Kurt
- Kamuran Yavuz
- Nihat Yayöz
- László Branikovits
- Antal Dunai
- Péter Juhász
- László Nagy
- Lajos Szűcs
- Csaba Vidáts
- Anatolij Byšovec
- Eduard Kozynkevych
- Vladimir Muntyan

Autoreti
- Erik Sandvad (pro  Portogallo)
- Jacques Novi (pro  Ungheria)
- Tony Dunne (pro  Austria)
- Geir Karlsen (pro  Ungheria)

- Ronnie McKinnon (pro  Belgio)
- Pat Stanton (pro  Portogallo)
- Anton Weibel (pro  Inghilterra)